# Walter Sachs (Eishockeyspieler)
Walter Sachs (* 15. Februar 1891 in Berlin; † nach 1930) war ein deutscher Eishockeyspieler.

## Karriere
Walter Sachs spielte auf Vereinsebene für den Berliner Schlittschuhclub. Mit diesem gewann er in den Jahren 1914, 1920, 1921, 1923, 1924, 1925, 1926, 1928, 1929 und 1930 jeweils den deutschen Meistertitel. Später wurde er in die Deutsche Hockey Hall of Fame aufgenommen.

### International
Mit dem Berliner SchC gewann er für Deutschland die LIHG-Meisterschaften 1912 und 1913. Für die deutsche Eishockeynationalmannschaft nahm Sachs an der Europameisterschaft 1927 teil und gewann mit der Mannschaft die Bronzemedaille. 1928 nahm er mit der Nationalmannschaft an den Olympischen Winterspielen in St. Moritz teil. Insgesamt absolvierte er nach 1920 neun Länderspiele für Deutschland.

## Erfolge
- Deutscher Meister mit dem Berliner Schlittschuhclub (10×): 1914, 1920, 1921, 1923, 1924, 1925, 1926, 1928, 1929 und 1930
- Spengler-Cup Sieger mit dem Berliner Schlittschuhclub 1924

- Sieger der LIHG-Meisterschaft 1912 und 1913
- Bronzemedaille bei der Europameisterschaft 1927